# Systur
Systur (prononciation islandaise : [ˈsɪstʏr]), également connu sous le nom Sigga, Beta & Elín et anciennement Tripolia, est un groupe islandais de folk. Il est composé des sœurs Sigríður, Elísabet et Elín Eyþórsdóttir. Elles représentent l'Islande au Concours Eurovision de la chanson 2022 à Turin, en Italie, avec la chanson Með hækkandi sól, après avoir remporté la sélection nationale islandaise Söngvakeppnin 2022. Avec DJ Friðfinnur « Oculus » Sigurðsson, ils ont formé le groupe Sísý Ey depuis 2011,.

## Histoire
Sigríður, Elísabet et Elín Eyþórsdóttir ont grandi à Vesturbær, Grafarvogur et Reykjavík. Leur mère est la chanteuse Ellen Kristjánsdóttir et leur père est le compositeur et claviériste Eyþór Gunnarsson du groupe Mezzoforte. Les sœurs commencent leur carrière musicale en 2011 sous le nom de groupe Sísý Ey, qu'elles ont nommé d'après leur grand-mère. Sísý Ey a sorti son premier single Ain't Got Nobody en 2013 et se produit au Glastonbury Festival en 2016. En 2017, elles sortent leur premier single en trio, intitulé Bounce from the Bottom.
Le 5 février 2022, Sigga, Beta et Elín sont annoncés parmi les dix sélectionnés par RÚV pour participer à la prochaine édition de Söngvakeppnin, la sélection nationale islandaise pour le concours Eurovision de la chanson. Elles présentent le titre Með hækkandi sól dans la première demi-finale le 26 février et se sont qualifiés pour la finale le 12 mars. Elles remportent ensuite le concours, battant Reykjavíkurdætur en finale et remportent ainsi le droit de représenter l'Islande au Concours Eurovision de la chanson 2022 à Turin, en Italie.

## Discographie

### Singles
| Titre                                            | Année | Meilleure position | Album              |
| Titre                                            | Année | ISL                | Album              |
| ------------------------------------------------ | ----- | ------------------ | ------------------ |
| Bounce from the Bottom (sous Tripolia)           | 2017  | —                  | -                  |
| Með hækkandi sól                                 | 2022  | 1                  | Söngvakeppnin 2022 |
| « — » signifie que le titre ne s'est pas classé. |       |                    |                    |

#### En tant que Sísý Ey
| Titre            | Année | Album |
| ---------------- | ----- | ----- |
| Ain't Got Nobody | 2013  | -     |
| Do It Good       | 2015  | -     |
| Mystified        | 2017  | -     |
| Restless         | 2018  | -     |